# Lostroff
Lostroff là một xã trong vùng hành chính Lothringen, thuộc tỉnh Moselle, quận Château-Salins, tổng Albestroff. Tọa độ địa lý của xã là 48° 51' vĩ độ bắc, 06° 51' kinh độ đông. Lostroff nằm trên độ cao trung bình là 250 mét trên mực nước biển, có điểm thấp nhất là 222 mét và điểm cao nhất là 285 mét. Xã có diện tích 4,96 km², dân số vào thời điểm 1999 là 83 người; mật độ dân số là 16 người/km². Lostroff nằm 8 km về phía nam của Albestroff, thuộc Pháp từ năm 1766.

## Thông tin nhân khẩu
| 1962 | 1968 | 1975 | 1982 | 1990 | 1999 |
| ---- | ---- | ---- | ---- | ---- | ---- |
| 69   | 75   | 77   | 72   | 76   | 83   |